# Roger Brunet
Roger Brunet (Tolosa, 30 marzo 1931) è un geografo francese.

## Biografia

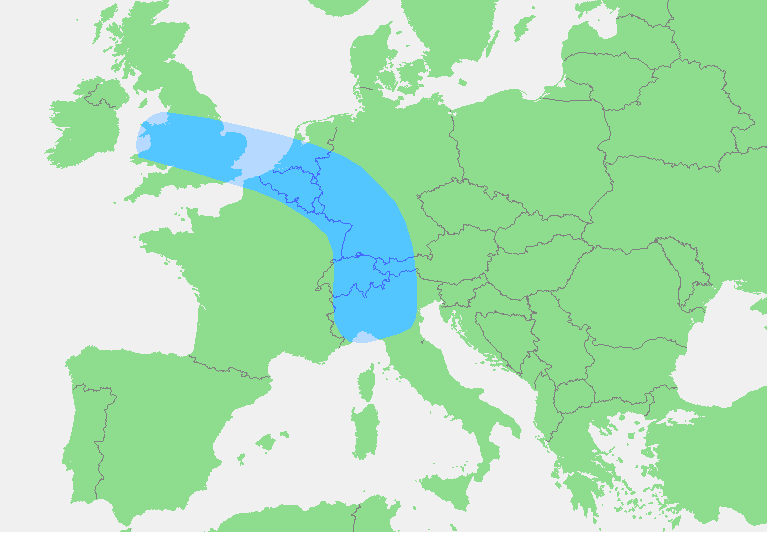
Rappresentazione della banana blu elaborata da Brunet

Docente all'università di Tolosa e all'università di Reims, è stato fondatore del GIP RECLUS, una rete di gruppi di ricerca che ha prodotto importanti analisi sulle dinamiche del territorio, a livello nazionale ed europeo. Nel 1972 fondò la rivista L'Espace géographique, di cui è stato direttore per molti anni. Ha sintetizzato il concetto della corematica, ovvero la rappresentazione e l'analisi della complessità di una realtà territoriale.
Nella stampa popolare, la “banana blu” è una delle sue produzioni più note. Sviluppato nel 1989 nell'ambito di uno studio supervisionato da Brunet che mirava a studiare il territorio francese nel suo contesto europeo contemporaneo, il concetto proponeva che la spina dorsale dell'Europa fosse formata da un asse curvo di regioni altamente urbanizzate che aggiravano la Francia.